# 木谷徳雄
木谷 徳雄（きたに とくお、1909年2月15日 - 1947年1月4日）は日本のスピードスケート選手。

## 経歴
1909年、中華民国奉天省安東市に生まれる。
1929年の第1回全日本スピードスケート選手権大会で優勝。1932年のレークプラシッドオリンピックでは500m、1500m、5000m、10000mの4種目に出場したがいずれも予選で敗退した。
1944年満州にて招集され、終戦後はソ連によって抑留される。1947年、シベリア南部チタ州の収容所にて肺炎の為死去。